# Ettore Manni
Ettore Manni (Roma, 6 de maio de 1927 — Roma, 27 de julho de 1979) foi um ator italiano.
Estreou no cinema italiano em 1951, distinguindo-se em uma variedade de papéis, na maioria, de galã. Durante sua primeira década, foi moldado com freqüência em trajes de soldado romano em filmes épicos baratos, e chegou a interpretar Marco Antonio em diversas películas italianas baseadas na vida de Cleópatra(uma delas, interpretada por Sophia Loren), além de inúmeros épicos de "Sandálias & Espadas", como "Hércules" e "Maciste", que fizeram muito sucesso no final dos anos de 1950 e início dos de 1960.
Em produções mais contemporâneas, geralmente era visto em filmes criminais e Western "spaghettes", seja como juiz, xerife, ou oficial da lei. Sua morte é considerada até hoje um mistério. Durante as filmagens de "Cidade das Mulheres", o ator deu um tiro na própria virilha. Alguns ainda questionam se sua morte foi um acidente (ele estaria limpando sua arma) ou suicídio, uma vez que o ator era de índole deprimida. Seu último filme, "Cidade das Mulheres", estrelado por Marcello Mastroianni, foi lançado postumamente.

## Filmografia parcial
- Attila (1954)
- Le Legione di Cleopatra (1955)
- La Rivolta di Gladiattore (1958)
- Austerlitz (1960)
- La Rivolta degli Sciavi (1961)
- Le Vergini de Roma (1961)
- Oro per Cesari (1964)
- Ercole Alla Conquista di Atlantide (1964)
- Chino (1972)
- Sella di Prata (1978)
- Cidade das Mulheres (1980)